# Tomasz Kiełbowicz
Tomasz Kiełbowicz, né le 21 février 1976 à Hrubieszów, est un footballeur international polonais. Il occupait le poste de milieu de terrain.
Après plusieurs passages dans différents clubs polonais, Tomasz Kiełbowicz porte les couleurs du Legia Varsovie durant treize saisons. Avec le club de la capitale, il remporte cinq trophées, dont deux championnats de Pologne. En février 2013, il met un terme à sa carrière, après avoir joué 383 matches et marqué 25 buts en première division.

## En sélection
Tomasz Kiełbowicz dispute neuf matches avec la sélection polonaise, entre 2000 et 2007.

## Palmarès
- Champion de Pologne : 2000, 2002, 2006, 2013
- Vainqueur de la Supercoupe de Pologne : 2000, 2008
- Vainqueur de la Coupe de la Ligue polonaise : 2002
- Finaliste de la Coupe de la Ligue polonaise : 2008
- Vainqueur de la Coupe de Pologne :  2011, 2012